# جيمس ويلكنسون (رياضي)
جيمس ويلكنسون (بالإنجليزية: James Wilkinson)‏ (و. 1951  م) هو رياضي أيرلندي، شارك في الألعاب الأولمبية الصيفية 1976.

## روابط خارجية
- جيمس ويلكنسون على موقع أوليمبيديا (الإنجليزية)